# Chuck Yeager’s Air Combat
Chuck Yeager’s Air Combat ist eine 1991 von Electronic Arts entwickelte militärische Flugsimulation für MS-DOS-PC. Der Namensgeber Chuck Yeager wirkte als technischer Berater an der Entwicklung mit und wurde auch ins Spiel eingebunden, indem während des Fluges Ratschläge erteilt werden, bei denen Yeagers Bild eingeblendet wird. Zudem wurden Sprachsamples von Yeager wiedergegeben. Nach der Kunstflugsimulation Chuck Yeager’s Advanced Flight Trainer ist dies das zweite Spiel, das den Namen des berühmten Testpiloten trägt.
Herausragend ist die Tatsache, dass Chuck Yeager’s Air Combat eines der ersten Computerspiele war, welches eine Anzahl von Flugzeugen aus unterschiedlichen Epochen der Luftfahrtsgeschichte simuliert; abgedeckt werden die Luftkämpfe zwischen der US Air Force und jeweils der Luftwaffe im Zweiten Weltkrieg (1942–1945), der nordkoreanischen Luftwaffe im Koreakrieg (1950–1953) und der nordvietnamesischen Luftwaffe im Vietnamkrieg (1965–1975).

## Technik und Entwicklung
Entwickler des Spiels war Brent Iverson. Ein Vorläufer der Engine fand in der Hubschraubersimulation LHX: Attack Chopper (1988) Verwendung, später wurde die Engine für Su-25 Stormovik (1992) und in technisch stark verbesserter Form sogar noch 1994 für US Navy Fighters und 1996 in ATF - Advanced Tactical Fighters verwendet. 1993 wurde eine Version von Chuck Yeager’s Air Combat für den Apple Macintosh veröffentlicht, deren Umsetzung durch Looking Glass Studios stattfand. Hierbei wurde die Grafikauflösung verbessert, außerdem war es möglich, die aufgezeichneten Filme der Einsätze ins QuickTime-Format zu exportieren. Weiterhin wurde ein Mehrspielermodus über Netzwerk hinzugefügt.
Die Spielgrafik ist komplett in polygonaler Vektorgrafik gehalten, nur für Explosionen werden Bitmaps verwendet. Die Auflösung beträgt 320 × 200 Pixel in 256 Farben (8-Bit VGA). Zu den umgesetzten optischen Effekten gehören eine stufenweise Aufhellung des Horizontes und per Dithering umgesetzte volumetrische Darstellungen von Rauch und Wolken. Die Spieldaten wurden auf zwei 3,5"-Disketten geliefert.

## Spielinhalt und -umfang
Dem Spieler stehen im Hauptmenü zwei Spielmodi zur Auswahl, dies ist zum einen der Modus „Historical Mission“, zum anderen „Custom Mission“. Im ersteren bestreitet der Spieler frei wählbare vorgefertigte Missionen, die nach den drei Epochen des Spieles sortiert und jeweils auf Seiten beider Parteien des jeweiligen Krieges angesiedelt sind und sich zudem größtenteils an tatsächlichen historischen Ereignissen orientieren. So werden beispielsweise der Luftangriff auf Schweinfurt (1943), das Überlaufen des Nordkoreaners No Kum-sok mit seiner MiG-15 zu den Amerikanern (1953) oder die Angriffe auf die Brücke von Thanh Hoa (bekannt unter dem Namen „Dragon’s Jaw“, 1965–1972) in Missionen eingearbeitet.
Die Bewaffnung der Flugzeuge, die der Spieler steuern kann, ist ausschließlich auf Luftkämpfe ausgelegt, daher stellen diese auch den größten Anteil der gebotenen „historischen“ Missionen dar. Lediglich zwei wählbare Einsätze haben den Angriff auf Bodenziele zum Inhalt. Weitere außergewöhnliche Einsätze sind unter anderem die Eskorte für ein ResCAP-Flugzeug im Koreakrieg oder der Versuch, mit einer unbewaffneten RF-4-Aufklärungsmaschine nordvietnamesischen Jägern zu entkommen. Im Briefing zu jedem historischen Einsatz gibt es zusätzlich die Möglichkeit, den eigenen Flugzeugtyp mit denen des Gegners vergleichen zu lassen. Dabei werden technische Daten gegenübergestellt, anhand derer Tipps zur optimalen Taktik im Luftkampf gegeben werden.
Im Modus „Custom Mission“ kann der Spieler Parameter wie den Flugzeugtyp, Flughöhe, relativer Position, Anzahl, Typen und Fähigkeiten der feindlichen Flugzeuge verändern. In diesem Modus ist es auch möglich, Flugzeuge unterschiedlicher Epochen gegeneinander kämpfen zu lassen. Als weitere Option steht im Hauptmenü noch der Punkt „Test Flight“ zur Auswahl. Hierbei kann der Spieler die sechs steuerbaren Flugzeuge außerhalb von Gefechten und Einsatzzielen ausgiebig auf ihre Flugeigenschaften in unterschiedlichen Lagen erproben. Zudem werden alle Missionsverläufe aufgezeichnet und lassen sich über den Menüpunkt „Review Film“ anschauen.

## Simulierte Flugzeuge
| Zweiter Weltkrieg Flugzeuge des Spielers - P-51 Mustang - Focke-Wulf Fw 190 Flugzeuge des Computers - B-17 Flying Fortress - Messerschmitt Bf 109 - Messerschmitt Bf 110 - Messerschmitt Me 163 - Messerschmitt Me 262 - P-47 Thunderbolt | Koreakrieg Flugzeuge des Spielers - F-86 Sabre - MiG-15 Flugzeuge des Computers - Stinson L-5 - B-29 Superfortress - Jak-9 | Vietnamkrieg Flugzeuge des Spielers - F-4 Phantom II - MiG-21 Flugzeuge des Computers - B-52 Stratofortress - F-105 Thunderchief - MiG-17 |

## Kritik
Die Computerzeitschrift Aktueller Software Markt bewertete das Spiel in Ausgabe 7/91 mit 11 von 12 möglichen Punkten und kommentierte dazu:

„Technisch stimmt hier alles: Die Grafik ist vom Allerfeinsten, der Sound ist auch gut […]. Man möge mir meine offensichtliche Freude an diesem Spiel nicht zum Vorwurf machen - es handelt sich hierbei nicht um Kriegsverherrlichung, sondern um reine Freude am Spiel. […] Allen anderen kann ich dieses Game nur wärmstens ans Herz legen.“

In der Power Play 8/91 wurde das Spiel mit 74 % bewertet, dazu wurde geschrieben:

„Für friedliche Flugpuristen ist der Air Combat sicher nichts, aber wer sich gerne mal auf ein Duell mit fetzigen Computerpiloten einlassen will, kommt um dieses Programm kaum herum. Kein überflüssiger Schnickschnack stört hier die Lust am Ballern.“

Anlässlich einer Wiederveröffentlichung des Spiels 1995 kommentierte die Zeitschrift PC Player in Ausgabe 3/95 rückblickend in der mit einer Bewertung von 66 % geschlossenen Rezension:

„Spielerisch gehört Chuck Yeager’s Air Combat immer noch zu den reizvollsten Produkten seiner Art, vor allem wegen der Fülle an Optionen für Einsteiger und Profis.“